# ماروکفولد
ماروکفولد (به مجاری:  Márokföld) یک منطقهٔ مسکونی در مجارستان است که در ناحیه لنتی واقع شده‌است.